# Фазовращатель (электротехника)
Фазовращатель (электротехника) — электрическое устройство в виде четырехполюсника, в котором обеспечивается постоянный заданный сдвиг фаз между переменными напряжениями на его входе и выходе.

## Устройство
Простейший фазовращатель представляет собой мостовую схему из двух резисторов c сопротивлениями {\displaystyle R_{1},R_{2}} и двух конденсаторов с ёмкостями {\displaystyle C_{1},C_{2}}, расположенных напротив друг друга в виде четырехугольника.
Можно показать, что амплитуда переменного напряжения с частотой {\displaystyle \omega } на выходе такой схемы равно по амплитуде напряжению на входе, если выполняется условие {\displaystyle C_{1}R_{1}=C_{2}R_{2}}, а сдвиг по фазе {\displaystyle \varphi } определяется из выражения: {\displaystyle \tan \varphi ={\frac {2\omega C_{1}R_{1}}{(\omega C_{1}R_{1})^{2}-1}}}.
При равенстве емкостных и омических сопротивлений {\displaystyle {\frac {1}{\omega C}}=R} сдвиг фаз между входными и выходными напряжениями составляет {\displaystyle {\frac {\pi }{2}}}.
Более сложные фазовращатели представляют собой устройства на основе электрических трансформаторов.